# Pteropus capistratus
Pteropus capistratus — вид рукокрилих, родини Криланових.

## Поширення, поведінка
Країни поширення: Папуа Нова Гвінея — острови Міоко, Нова Британія, Нова Ірландія, Сакар, герцога Йоркського, і Уибоі в архіпелазі Бісмарка. Був записаний від рівня моря до 1200 м над рівнем моря. Тварини були зареєстровані в рівнинних і гірських лісах, вторинних лісах, плантаціях, в садах, на узліссі. Він також знаходиться на кокосових плантаціях (харчуючись кокосовими квітами). Лаштує сідала в рослинності.

## Загрози та охорона
Вид знаходиться під загрозою інтенсивної лісозаготівельної діяльності на Новій Британії і Новій Ірландії. Виду, ймовірно, дуже загрожує розчищення землі для плантацій олійних пальм. Не схоже, щоб вид був присутнім в будь-яких природоохоронних територіях.